# Spectacol la „Miraj”
Spectacol la „Miraj” (în poloneză Lata dwudzieste... lata trzydzieste..., în traducere „Anii douăzeci... anii treizeci...”) este o comedie muzicală poloneză din 1984 regizată de Janusz Rzeszewski⁠(d). Acest film, la fel ca și creațiile muzicale anterioare ale regizorului Rzeszewski (Hallo Szpicbródka⁠(pl)[traduceți] și Miłość ci wszystko wybaczy⁠(pl)[traduceți]), prezintă lumea plină de culoare a teatrelor de revistă poloneze din perioada interbelică.

## Rezumat
Inginerul Adam Dereń conduce o expediție de prospecțiune petrolieră în regiunea Podkarpacie⁠(d) și este obligat să fugă după ce se descoperă că a fost implicat, alături de logodnica sa, Marta, într-o escrocherie financiară. Pentru a se răzbuna pe complicii săi, Adam investește capitalul obținut într-un cabaret aflat în pericol de a intra în faliment. În ciuda previziunilor nefavorabile, afacerea are mare succes ca urmare a cântăreței aspirante Liza, o fată din provincie, care atrage publicul în sala de spectacol și devine o vedetă națională. Adam și Marta se căsătoresc și se întorc în regiunea Podkarpacie, unde au fost descoperite zăcăminte bogate de petrol.

## Distribuție
- Grażyna Szapołowska — Liza, cântăreață aspirantă
- Tomasz Stockinger⁠(d) — inginerul Adam Dereń
- Piotr Fronczewski⁠(d) — Fryderyk
- Dorota Stalińska⁠(d) — Hanka
- Ewa Kuklińska⁠(d) — Lena
- Agata Rzeszewska⁠(d) — Marta Rozbicka, logodnica lui Adam
- Irena Kownas⁠(d) — soția lui Fuks
- Ewa Wiśniewska⁠(d) — Klara, soția lui Krzyżtoporski
- Jan Kobuszewski⁠(d) — Maksymilian Fuks
- Krzysztof Kowalewski — Jan Krzyżtoporski
- Irena Kwiatkowska⁠(d) — domnișoara Aniela
- Jolanta Zykun⁠(d) — cântăreața
- Wiktor Sadecki⁠(d) — maestrul de dans
- Beata Artemska⁠(d) — coregrafa
- Irena Biegańska
- Małgorzata Drozd⁠(d) — servitoarea lui Krzyżtoporski
- Helena Kowalczykowa⁠(d) — garderobiera Helenka
- Bohdana Majda⁠(d) — mătușa lui Krzyżtoporski
- Zofia Perczyńska⁠(d) — modista
- Maria Szadkowska-Maliszewska — Wanda, secretara Teatrului „Miraż” (menționată Maria Szadkowska-Malinowska)
- Krystyna Sznerr-Mierzejewska — primadona
- Juliusz Berger⁠(d) — evreul care vorbește cu Fuks la bancă
- Ryszard Czubak — bărbatul care tricotează la repetiția de balet
- R. Dębicki
- Romuald Drobaczyński⁠(d) — Żwirski, directorul Teatrului „Miraż”
- Roman Frankl⁠(d) — cântărețul de la cabaret
- Marek Frąckowiak⁠(d) — bărbatul care vorbește cu directorii cabaretului la o cafenea
- Andrzej Gawroński — comedianul din cabaret
- Marian Glinka⁠(d) — boxerul Grześ
- Tadeusz Hanusek⁠(d) — garderobierul
- Cezary Julski⁠(d) — membru al duetului „Wulkan”
- Jan Jurewicz⁠(d) — executorul judecătoresc
- Ryszard Kotys⁠(d) — antrenorul boxerului Grześ
- Herman Lercher⁠(d) — comerciantul
- Krzysztof Litwin⁠(d) — Pyzdra, maistrul de foraj petrolier
- Wojciech Machnicki⁠(d) — amantul soției lui Fuks
- Wiesław Machowski⁠(d) — proprietarul
- Leopold Matuszczak⁠(d) — portarul băncii
- Stanisław Niedbalski
- Lech Ordon⁠(d) — Zelski, directorul cabaretului „Uśmiech Warszawy” („Zâmbetul Varșoviei”)
- Ludwik Pak⁠(d) — bărbatul beat din localul „Kaskada”
- Jan Prochyra⁠(d) — artist de circ din casa lui Krzyżtoporski
- Wacław Radecki⁠(d)
- Zbigniew Raplewski⁠(d)
- Edward Sosna⁠(d) — amantul mătușii lui Krzyżtoporski
- Andrzej Stockinger⁠(d) — directorul localului „Kaskada”
- Jerzy Szawłowski
- Konstanty Szyrko
- Krystian Tomczak — administratorul Porębski
- Waldemar Włodek
- Andrzej Żółkiewski⁠(d) — amantul doamnei Krzyżtoporska
- Tadeusz Cichocki — prestidigitatorul (nemenționat)
- Sylwester Przedwojewski⁠(d) — bărbatul elegant (nemenționat)
- Jerzy Rojek — bărbatul elegant (nemenționat)
- Katarzyna Skawina — florăreasa (nemenționată)
- Michał Szwejlich⁠(d) — Misza Waszyński (nemenționat)
- Lidia Wetta — dansatoarea de la repetiția de balet (nemenționată)

## Producție
Spectacol la „Miraj” a fost realizat de compania Zespół Filmowy Perspektywa⁠(pl)[traduceți]. Filmările au avut loc în anul 1983 în mai multe locuri din orașul Varșovia: viaductul⁠(d) de pe ul. Karowa⁠(d), casa de pe ul. Pańska⁠(d) 85, ul. Lwowska⁠(d) etc.

## Recepție
Filmul nu a avut parte de cronici favorabile din partea criticilor, dar a atras atenția publicului și a devenit unul dintre filmele poloneze cu cele mai mari încasări.